# Medtronic

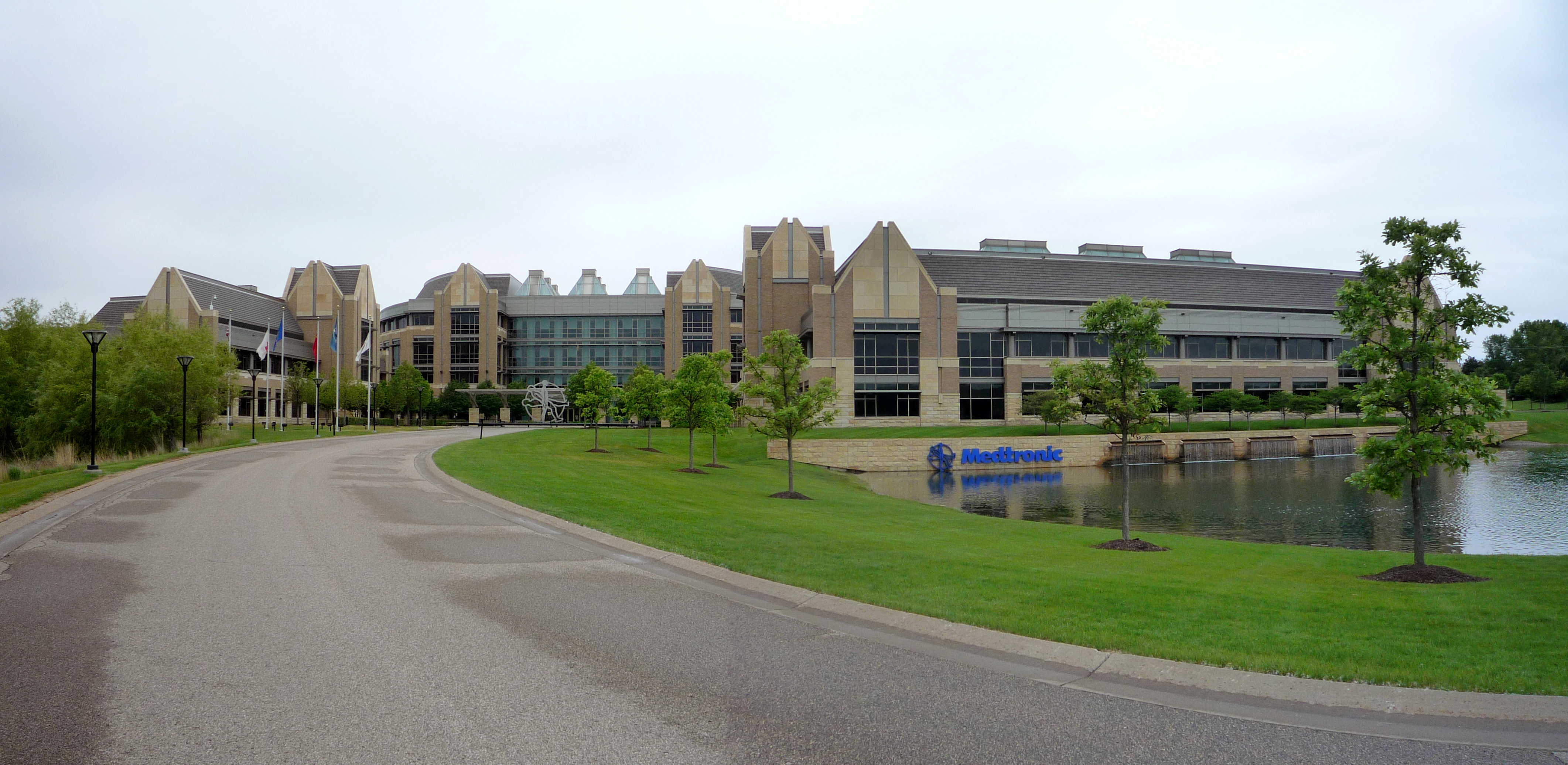
Medtronic в Фридли (пригород Миннеаполиса), штат Миннесота

Medtronic plc (NYSE: MDT; рус. Медтро́ник) — один из крупнейших производителей медицинского оборудования. В 2015 году компания Medtronic объявила об успешном завершении приобретения Covidien plc (NYSE: COV). В соответствии с условиями договора о приобретении, Medtronic, Inc. и Covidien plc объединены в компанию Medtronic plc. Штаб-квартира — в Дублине, Ирландия.
На российском рынке компания Medtronic присутствует с начала 1990-х годов, а в качестве российского представительства — с 2003 года. В 2010 году компания зарегистрировала в России юридическое лицо ООО «Медтроник».
Medtronic состоит из шести основных бизнес-подразделений (нарушения сердечного ритма, нейромодуляция, хирургия позвоночника, диабет, кардиохирургия, хирургические навигационные технологии), которые разрабатывают и производят приборы и методы лечения более 70 хронических заболеваний, в том числе сердечная недостаточность, болезнь Паркинсона, хроническая боль и диабет.

## История
Medtronic была основана 29 апреля 1949 года в гараже на северо-востоке Миннеаполиса Эрлом Баккеном и его зятем Палмером Хермундслаем в виде ремонтной мастерской медицинского оборудования, хотя изначально они предполагали продавать баскетбольные насосы. Эта работа заставила Баккена бросить учёбу в Миннесотском университете, где он получал электротехническое образование.
Занимаясь ремонтным бизнесом, Баккен познакомился с Уолтоном Лиллехеем, который был одним из первых кардиохирургов и в то время работал на медицинском факультете Миннесотского университета. Лиллехей был разочарован кардиостимуляторами того времени, которые были слишком громоздкими, требовали внешнего электропитания из-за высокого напряжения и должны были подключаться к настенной розетке. Недостатки таких кардиостимуляторов стали особенно очевидны во время аварии в электросистеме, произошедшей в канун Дня всех святых в 1957 году, которая оставила без электроснабжения большую часть Миннесоты и Западного Висконсина. В результате этой аварии больной ребёнок, который лечился у Лиллехея и был подключен к кардиостимулятору, умер. На следующий день Лиллехей поговорил с Баккеном о создании кардиостимулятора с батарейным питанием. Приняв вызов, Баккен, переделав транзисторный метроном, создал первый батарейный внешний электрокардиостимулятор.
Компания росла в 1950-х годах, в основном продавая медицинское оборудование других производителей. Впрочем разрабатывались и некоторые свои устройства: был выпущен маленький транзисторный кардиостимулятор, который прикреплялся к телу и подпитывался батареей. В 1960 году был разработан имплантируемый кардиостимулятор. В ноябре 2007 года Medtronic приобрела компанию Kyphon, специализирующуюся на оборудовании для лечения пожилых людей, страдающих от компрессионных переломов позвоночника и спинального стеноза.
В 2012 году в США было проведено сенатское расследование, в результате которого выяснилось, что компания Medtronic выплатила группе врачей в качестве роялти более 200 миллионов долларов.

## Нарушения сердечного ритма
Бизнес-подразделение, занимающееся лечением нарушений сердечного ритма является старейшим и самым крупным в Medtronic. Его деятельность восходит к 1957 году, когда соучредитель компании Эрл Баккен разработал первый носимый кардиостимулятор для лечения аномально низких ритмов сердечных сокращений. К настоящему времени Medtronic значительно упрочила свои позиции в области электрической кардиостимуляции, диагностики заболеваний сердца и мониторинга.
Medtronic разрабатывает и производит кардиостимуляторы для пациентов, страдающих брадикардией (замедленным сердцебиением), имплантируемые дефибрилляторы для пациентов с тахиаритмией (ускоренным сердцебиением), устройства для диагностики и отслеживания синкопальных состояний сердечного происхождения (внезапной и кратковременной потери сознания).

## Кардиохирургия
Medtronic выпускает широкую линейку продуктов, используемых при операциях в условиях искусственного кровообращения и при операциях на бьющемся сердце. Компания предлагает спектр сердечных клапанов для протезирования и восстановительной хирургии, а также системы аутотрансфузии и одноразовые устройства для обработки, хранения и мониторинга состава крови при проведении обширных хирургических вмешательств. Medtronic также предлагает продукцию и методы лечения значительного числа сосудистых заболеваний и состояний, в том числе коронарные, периферийные и нервно-сосудистые стенты, системы стент-графтов и системы дистальной защиты.

## Гастроэнтерология

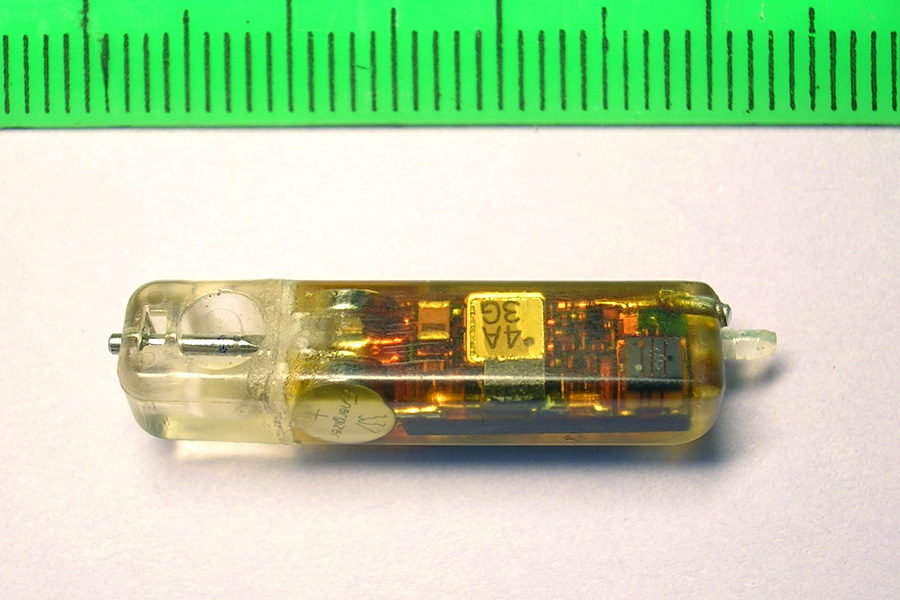
Капсула «Bravo» для pH-метрии пищевода

В развитии российской гастроэнтерологии заметную роль сыграли приборы производства Medtronic (включая инкорпорированную в состав Medtronic шведскую фирму Sinectics-medical AB) «Poligraf», «Digitrapper», «Microdigitrapper MK III» и др. предназначенные для выполнения исследований желудочно-кишечного тракта: внутрижелудочной pH-метрии, суточного мониторинга pH, электрогастрографии, манометрии: пищевода, сфинктера Одди, антродуоденальной и аноректальной.
С 2003 года Medtronic выпускает pH-радиокапсулы «Bravo». С помощью специального устройства капсула прикрепляется к эпителию пищевода (обычно на 5 см выше нижнего пищеводного сфинктера) и в течение нескольких суток измеряет кислотность в просвете пищевода и передаёт результаты измерений в приёмник, находящийся в кармане одежды (или на поясе) пациента или закреплённый на его теле тем или иным способом. По окончании исследования записанные данные переписываются в компьютер для дальнейшей обработки и анализа. В результате естественного отмирания эпителия капсула отцепляется от пищевода через несколько суток и выводится из тела пациента вместе с калом.
Для лечения гастропареза Medtronic разработал имплантируемый подкожно нейростимулятор Enterra, который за счет электрической стимуляции мышечной оболочки желудка на частоте медленных волн потенциалов гладких мышц желудка (3 цикла в минуту) уменьшает хроническую тошноту и рвоту у пациентов, резистентных к обычной медицинской помощи.
Основным конкурентом Medtronic на российском рынке диагностических приборов функциональной гастроэнтерологии является фирма «Исток-Система».

## Диабет
Для людей с диабетом Medtronic выпускает инсулиновые помпы серии Paradigm, расходные материалы к ним, системы постоянного мониторинга глюкозы Guardian и контрольно-терапевтического программного обеспечения.
Основные конкуренты Medtronic на рынке инсулиновых помп — Hoffmann–La Roche (Швейцария), Zhuhai Fornia (Китай), Animas (США), Insulet (США), Sooil (Корея), Nipro (Япония).

## Хирургические навигационные технологии
Компания поставляет хирургическое оборудование для использования в нейрохирургии и хирургии позвоночника для визуального контроля в режиме реального времени и навигационной поддержке при проведении нейрохирургических операций. Компания также разрабатывает и производит продукты и технологии для малоинвазивного лечения заболеваний уха, носа и горла (ЛОР-хирургия), а также предлагает автоматизированные системы по удалению тканей и другие инструменты для микроэндоскопии, системы мониторинга нервной ткани и одноразовые устройства по контролю за жидкостями организма.